# NF-Board
NF-Board（英語: New Football Federations-Board、非公式フランス語: Nouvelle Fédération-Board）は、2003年12月12日に設立されたサッカーの国際団体の一つ。
その略称から非公式的に「FIFA非加盟協会会議」（Non-FIFA-Board）と呼ばれるとおり、国際サッカー連盟 (FIFA) に加盟していないサッカー協会によって結成された団体である。
FIFAは原則的に「国際社会によって主権国家と認められた国家のサッカー協会」にのみ参加を許可しているため、FIFAに加盟できない国（分離独立を主張する政治的実体やミクロネーション）や地域・民族集団の代表チームが多く含まれる点でもユニークであった。2006年以降、5回のVIVAワールドカップ（男子大会）、2回の同女子ワールドカップを主催し、「FIFA以外の国際サッカー」 (Non-FIFA international football) の実現に大きな役割を果たしたが、2013年に活動を停止した。同年に設立された独立サッカー連盟 (CONIFA) が同様の役割を引き継いでいる。

## 歴史

### 背景
FIFAは原則的に「国際社会によって主権国家と認められた国家のサッカー協会」にのみ参加を許可している。従って現時点で独立を望む勢力が存在する地域（分離主義を参照）に関しては、当然ながら国際的に承認を得た国家として独立を達成するまでは、その協会がFIFAに参加する権利を持たない。その為、国際的影響力のあるFIFAが（結果的にではあるが）各地の独立運動に対して政府派（現体制側）を支持する格好になっており、独立派に属する人々にとって不愉快に受け止められていた。
2003年「現時点で独立を達成していない国」のサッカー協会を対象とした国際統括団体として NF-Board が設立された。この会議は各国の独立運動におけるサッカー活動の相互協力を謳い、最終的には加盟協会がFIFAに正式参加することを目標としている。団体の創設者の一人である弁護士の Luc Misson が事務局長を務めた。 Luc Misson は、ジャン＝マルク・ボスマンの代理人としてボスマン判決を引き出し、ヨーロッパのサッカー選手により大きな自由を認めさせた人物である。

### 活動
NF-Board は、「サッカー競技をプレイする権利」を掲げ、加盟協会の試合を組織する。加盟協会を集めたVIVAワールドカップが2006年以降開かれていた。
NF-Boardは、2007年7月に最初の協会連盟を公認した。2007年5月25日設立の Consejo Sudamericano de Nuevas Federaciones（略称：CSANF）で、南アメリカのFIFA非加盟協会を代表する。EU域内のFIFA非加盟協会を代表するThe Confederation of European New Federations（略称：CENF）も NF Board との交渉を行っていたが、2009年に解散した。2009年には North America and Arctic New Federations（略称：NAANF) が設立され、NF-Boardとの交渉を行っている。
2007年9月からは、N.F.-Board News という公式冊子が出版されるようになった。イタリアのスポーツ・ジャーナリスト、Antonello Gallo を編集長とするこの冊子は年に4回出版され、加盟協会とともに潜在的な加盟協会の活動を伝えている。

### 活動の終焉
VIVAワールドカップは、規約によってすべての創設メンバーに拒否権を認めており、全会一致による大会運営が行われていた。2013年2月にミュンヘンで開かれた会議において、投票権を持つ委員の間で対立が生じ、妥結が成立しなかったために、委員が1人を残して次々に辞任する事態に発展した。James Hendicott によれば、こうしたことで NF-Board は失望を受け、崩壊したという。
NF-Board の経験にかんがみ、2013年9月に独立サッカー連盟 (CONIFA) が組織された。

## NF-Boardの主催していた主な大会
- VIVAワールドカップ
- VIVA女子ワールドカップ

## 加盟協会
NF-Board に加盟するサッカー協会の母体は、ミクロネーション（シーランド公国、サージエイス共和国）、亡命政権（チベット、チェチェンなど）、自治領・自治州（グリーンランド、サルデーニャなど）、「領土」を持たない民族（ロマ、アッシリア人）など、さまざまである。
FIFAに「加盟できない国」の協会が多いとはいえ、NF-Board 加盟協会の中には国連加盟国であるキリバスのサッカー協会も含まれる。ザンジバルとキリバスのサッカー協会は、FIFA会員ではないものの、FIFA傘下の大陸連盟には加盟している。
2008年12月に開催された第5回総会で、クルディスタン、ワロニア、ゴゾ島、パダーニャ、プロヴァンス、アッシリアが正会員として認められ、サルディニアが暫定会員となった。

### 欧州
正会員
- ゴゾ島 - ゴゾ島はマルタ共和国を構成する島の一つで、独立主張がある。
- 北キプロス - 北キプロス・トルコ共和国はキプロス島北半を実効支配するが、トルコのみ承認。
- オクシタニア - オクシタニアはフランス南部の地域で、独立主張がある。
- パダーニャ - パダーニャ (Padania) はイタリア北部の地域で、独立主張がある。
- プロヴァンス - プロヴァンスはフランス南東部の地域で、独立主張がある。
- ロマ - ロマは欧州各地に点在する民族。
- サーミ - サーミ人は北欧の少数民族。居住地域はサーミ（ラップランド）と呼ばれる。
- ワロニア - ワロン地域は、ベルギーの南半分でワロン語が話される地域を指す。
- ソジェー - ソジェー共和国は、フランスドゥー県とスイスの境に位置するミクロネーション。

暫定会員
- チェチェン - チェチェン・イチケリア共和国はロシアからの分離独立を目指す亡命政権。
- チレント - チレントはイタリア・カンパニア州南部の地域名。
- サルデーニャ - サルデーニャはイタリアの特別自治州。
- アルツァフ共和国 - アルツァフ共和国は、アゼルバイジャンの西部にある地域で、独立主張がある。
- ラエティア - ラエティアは、スイス東・中部から、独・墺・伊の一部にまたがる地域。
- 両シチリア王国 - 両シチリア王国は、かつて南イタリアに存在した王国。独立主張がある。
- スコーネ - スコーネは、スウェーデン南部イェータランドにある地域。
- セボルガ - セボルガ公国は、イタリア北西部のセボルガにある自称独立国（ミクロネーション）。

準会員
- シーランド公国 - シーランド公国はイギリス沖のミクロネーション。爵位販売で著名。
- ニーダーザクセン - ニーダーザクセンはドイツ北西部にある低ザクセン語圏の中心地。
- リエカ - リエカは、アドリア海に面するクロアチア有数の港湾都市。自由都市の一つ。

### アフリカ
正会員
- ソマリランド - ソマリランド共和国はソマリア北部の事実上独立した地域。
- 南カメルーン - 南カメルーン連邦共和国はカメルーンからの分離独立を目指す亡命政権。
- マデイラ諸島 - マデイラ諸島は北大西洋上のマカロネシアに位置するポルトガル領の諸島。

暫定会員
- カザマンス - カザマンス地方はセネガル南部。独立派と政府軍との内戦が続く。
- マサイ - マサイ族はケニアからタンザニアにかけて住む民族。
- 西サハラ - 西サハラはモロッコに実効支配されており、亡命政権が活動している。

- ザンジバル - ザンジバルはタンザニアの一部。アフリカサッカー連盟準会員。
- ダルフール - ダルフールはスーダン西部の地域。ダルフール紛争が長年にわたって続く。

### アジア
正会員
- アッシリア - アッシリア人（シリア・アラム人）は中東の民族。
- チャゴス諸島 - チャゴス諸島はインド洋の諸島。イギリスに退去させられた住民の帰還運動がある。
- クルディスタン - クルディスタン地域はイラク北部のクルド人自治地域。独立運動がある。
- 南モルッカ - 南モルッカはモルッカ諸島の南部。インドネシアからの独立を目指す亡命政権がある。
- チベット - チベットには中華人民共和国からの独立を目指す運動があり、亡命政権が活動している。
- 西パプア - 西パプアにはインドネシアからの独立を目指す運動がある。
- タミル・イーラム - タミル・イーラムはスリランカ北部と東部にまたがるタミル族過激派が建国を切望している地域。

### 北アメリカ
正会員
- グリーンランド - グリーンランドはデンマークの自治領。独立要求がある。

暫定会員
- 西インド諸島 - 西インド諸島はカリブ海全域の諸島。

### 南アメリカ
暫定会員
- イースター島 - イースター島はチリ領の特別地域。

### オセアニア
暫定会員
- キリバス - キリバスは国連加盟国。オセアニアサッカー連盟準会員。
- ヤップ - ヤップ州はミクロネシア連邦西部の島々からなる州。

### 脱退した協会
- モナコ - 2010年5月、加盟協会の中にモナコ公国が対戦を承認しないものがあることと、複数の協会がモナコ代表とアルベール2世大公の写真を無許諾で使用したことを理由に脱退。